# Parti Communautaire National-Européen
El Parti Communautaire National-Européen (PCN) es una organización política con sede en Bélgica liderada por Luc Michel, un exmiembro del partido neo-nazi FANE. Se trata principalmente de un movimiento Nacional Bolchevique y cuenta también con activistas en Francia.

## Historia
El PCN fue fundado en 1984 como sucesor del Parti Communautaire Européen. La ideología del partido se basa en las ideas de Jean-François Thiriart —quien fue asesor de Michel por un tiempo después de la fundación del grupo— y busca la creación de un estado europeo único que se extienda desde Rusia hasta la costa atlántica. Incluyendo a activistas con orígenes tanto en la extrema derecha como en la extrema izquierda, busca liberar a Europa de sus «enemigos yanquis y sionistas». De hecho, el profesor Piero Ignazi ha definido al grupo como heredero de la influyente organización temprana de Thiriart, Jeune Europe. Su membresía fundadora incluía tanto a aquellos con antecedentes de neofascismo como a antiguos maoístas. También se ha señalado por brindar apoyo a líderes mundiales controvertidos, especialmente a Saddam Hussein de Irak y Muamar Gadafi de Libia. También declaró su apoyo al ecologismo.
Según Eric Rossi, el PCN pertenece a una corriente de la extrema derecha francófona que él identifica como «nacionalismo revolucionario etnodiferencialista», en la que también incluye a Nouvelle Résistance, Groupe Union Défense, Troisième voie y Groupement de recherche et d'études pour la civilisation européenne. Contrasta esto con los «nacionalistas excluyentes» (representados por L'Oeuvre française) y los «nacionalistas racialistas supremacistas» (Fédération d'action nationale et européenne y Parti nationaliste français et européen), aunque incluye a los tres grupos en un modelo más amplio de neofascismo.
El partido ha participado en algunas ocasiones en elecciones en Bélgica y Francia (sin lograr obtener cargos electos), aunque en las últimas elecciones belgas,[cita requerida] aconsejaron a sus seguidores votar por el Vlaams Belang.[cita requerida]
El partido no está relacionado con el Partido Comunista Europeo, una iniciativa más reciente.
Luc Michel, fundador del partido, falleció el 1 de abril de 2025, tras una larga enfermedad, tras varios meses de hospitalización.